# Nanterre 92
El Nanterre 92 (fins al 2016 conegut com a JSF Nanterre (Jeunesse Sportive des Fontenelles de Nanterre)) és un club de bàsquet francès de la ciutat de Nanterre fundat el 1927. La temporada 2019-2020 participa en la Lliga francesa de bàsquet i l'Eurocup.

## Història
El JSF Nanterre va ser fundat el 1927. Després de 60 anys competint en competicions regionals, un grup d'aficionats va decidir donar un impuls esportiu al club posant accent a la formació de jugadors joves. El 1989 el JSFN va signar un acord amb la vila de Nanterre que seria d'una gran importància pel club. El 2004 el JSF Nanterre va assolir l'ascens a la lliga professional PRO B i el 2011 l'ascens a la PRO A.
En la temporada 2012-13 es va proclamar campió de la lliga francesa de bàsquet i va obtenir una plaça per competir en l'edició 2013-14 de l'Eurolliga de bàsquet.

## Pavellons
El JSF Nanterre disputa els seus partits com a local al Palais Des Sports de Nanterre, que té una capacitat per 1.600 espectadors i que està previst que s'ampliï fins a 3.000 espectadors.